# Robert Berri
Robert Berri (Parigi, 16 dicembre 1912 – Rueil-Malmaison, 22 novembre 1989) è stato un attore francese.

## Filmografia parziale
- Il sentiero della felicità (Les beaux jours), regia di Marc Allégret (1935)
- Fantômas, regia di Jean Sacha (1947)
- Inchiesta giudiziaria (Identité judiciaire), regia di Hervé Bromberger (1951)
- Arriva Fra' Cristoforo... (L'auberge rouge), regia di Claude Autant-Lara (1951)
- Gli amanti maledetti (Les amants maudits), regia di Willy Rozier (1952)
- Quella certa età (Le blé en herbe), regia di Claude Autant-Lara (1954)
- Operazione dollari (Les femmes s'en balancent), regia di Bernard Borderie (1954)
- L'uomo e il diavolo (Le rouge et le noir), regia di Claude Autant-Lara (1954)
- È arrivato Slim Callaghan (À toi de jouer... Callaghan!!!), regia di Willy Rozier (1955)
- Porto proibito (Port du désir), regia di Edmond T. Gréville (1955)
- Callaghan chiama Interpol (Plus de whisky pour Callaghan!), regia di Willy Rozier (1955)
- Le signore preferiscono il mambo (Ces dames préfèrent le mambo), regia di Bernard Borderie (1957)
- Il vizio e la notte (Le désordre et la nuit), regia di Gilles Grangier (1958)
- Il gorilla vi saluta cordialmente (Le gorille vous salue bien), regia di Bernard Borderie (1958)
- Sangue sull'asfalto (Délit de fuite), regia di Bernard Borderie (1959)
- Babette va alla guerra (Babette s'en va-t-en guerre), regia di Christian-Jaque (1959)
- La gatta graffia (La chatte sort ses griffes), regia di Henri Decoin (1960)
- Il magnifico detective (Comment qu'elle est?), regia di Bernard Borderie (1960)
- A briglia sciolta (La bride sur le cou), regia di Roger Vadim e Jean Aurel (1961)
- L'affare Nina B. (L'affaire Nina B.), regia di Robert Siodmak (1961)
- I tre moschettieri (Les trois mousquetaires: Première époque - Les ferrets de la reine), regia di Bernard Borderie (1961)
- La vendetta dei moschettieri (Les trois mousquetaires: La vengeance de Milady), regia di Bernard Borderie (1961)
- Lemmy pour les dames..., regia di Bernard Borderie (1962)
- Il guascone (Le chevalier de Pardaillan), regia di Bernard Borderie (1962)
- L'agente federale Lemmy Caution (À toi de faire... mignonne), regia di Bernard Borderie (1963)
- Le armi della vendetta (Hardi Pardaillan!), regia di Bernard Borderie (1964)
- Pattuglia anti gang (Brigade antigangs), regia di Bernard Borderie (1966)
- Addio Lara (J'ai tué Raspoutine), regia di Robert Hossein (1967)
- Non bisogna scambiare i ragazzi del buon Dio per delle anatre selvatiche (Faut pas prendre les enfants du bon Dieu pour des canards sauvages), regia di Michel Audiard (1968)
- Il bel mostro (Un beau monstre), regia di Sergio Gobbi (1971)
- Tre canaglie e un piedipiatti (Laisse aller... c'est une valse), regia di Georges Lautner (1971)
- Un omicidio consentito dalla legge (L'Albatros), regia di Jean-Pierre Mocky (1971)
- L'ultima rapina a Parigi (La part des lions), regia di Jean Larriaga (1971)
- Il vitalizio (Le viager), regia di Pierre Tchernia (1972)
- La mandarina (La mandarine), regia di Édouard Molinaro (1972)
- Come si distrugge la reputazione del più grande agente segreto del mondo (Le magnifique), regia di Philippe de Broca (1973)
- Un lenzuolo non ha tasche (Un linceul n'a pas de poches), regia di Jean-Pierre Mocky (1974)
- Il cadavere era già morto (Les vécés étaient fermés de l'intérieur), regia di Patrice Leconte (1976)